# Chiave (strumenti a fiato)

Quattro chiavi di un sax tenore: quella superiore è azionata da un leveraggio, le altre sono azionate direttamente dalle dita (chiave in madreperla)

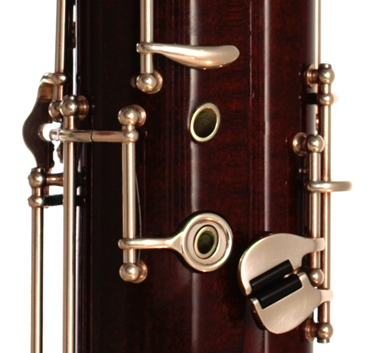
Chiavi di un fagotto

Chiavi (Sol e Sol#) di un flauto traverso

La chiave è una leva che negli strumenti a fiato, e nei legni in particolare, serve a chiudere o aprire un foro al di fuori della portata delle dita per posizione e/o dimensioni.

## Storia
Molti studiosi ritengono che i primi strumenti servivano per richiami utili e che assomigliavano al nostro flauto.
I primi strumenti a fiato avevano solamente dei fori destinati ad essere chiusi con i polpastrelli, quindi in numero limitato e posizionati più secondo esigenze ergonomiche o estetiche che non secondo i principi dell'acustica. Questo stato di cose si può osservare ancora oggi sui flauti dolci o strumenti analoghi come le ocarine: i fori vengono aperti in ordine, dal basso all'alto, ottenendo una scala diatonica. I semitoni vengono realizzati aprendo parzialmente i fori oppure con scomode posizioni "a forchetta", ovvero chiudendo uno o più fori più in basso rispetto a quello aperto. Questo porta a grosse difficoltà esecutive e ad una resa acustica non omogenea: le posizioni a forchetta danno un suono più soffocato, i mezzi fori inoltre sono difficili da intonare e quasi impossibili da suonare in velocità.
Con lo sviluppo dell'arte musicale, questo stato di cose non fu più tollerato. L'introduzione sistematica delle chiavi permise di:
- aumentare l'estensione verso il grave (allungando gli strumenti ed aggiungendo nuovi fori verso la campana, controllati da chiavi aperte);
- aumentare l'estensione verso l'acuto (aggiungendo nuovi fori vicino all'imboccatura, controllati da chiavi chiuse, e migliorando il funzionamento del portavoce);
- migliorare l'intonazione (piazzando i fori secondo calcoli acustici e non ergonomici);
- migliorare la resa acustica ed il volume (realizzando fori più grandi del polpastrello, realizzando fori di risonanza controllati automaticamente);
- ottenere tutti i suoni cromatici (con nuovi fori controllati da chiavi chiuse o aperte);
- semplificare la tecnica esecutiva nelle tonalità "lontane" (grazie anche ad automatismi);
- permettere l'esecuzione di tutti i trilli e di molti tremoli difficili;
- ottenere una scala cromatica timbricamente omogenea (secondo il principio: un foro per ogni nota);
- costruire strumenti gravi delle diverse famiglie (in precedenza i fori risultavano troppo lontani e grandi per essere chiusi direttamente coi polpastrelli).

Una figura importante per quello che riguarda l'evoluzione delle chiavi negli strumenti a fiato è quella del tedesco Theobald Boehm, che introdusse il sistema di chiavi e di diteggiattura omonimo sui flauti e sui clarinetti. Prima della sua sistemazione, le chiavi erano il frutto di un'evoluzione spontanea, spesso disordinata e poco efficace. A lui va il merito di aver progettato fori sovradimensionati in posizione acusticamente buona (cancellando d'un tratto tutto il lavoro empirico precedente)

## Tipologie ed elementi costitutivi

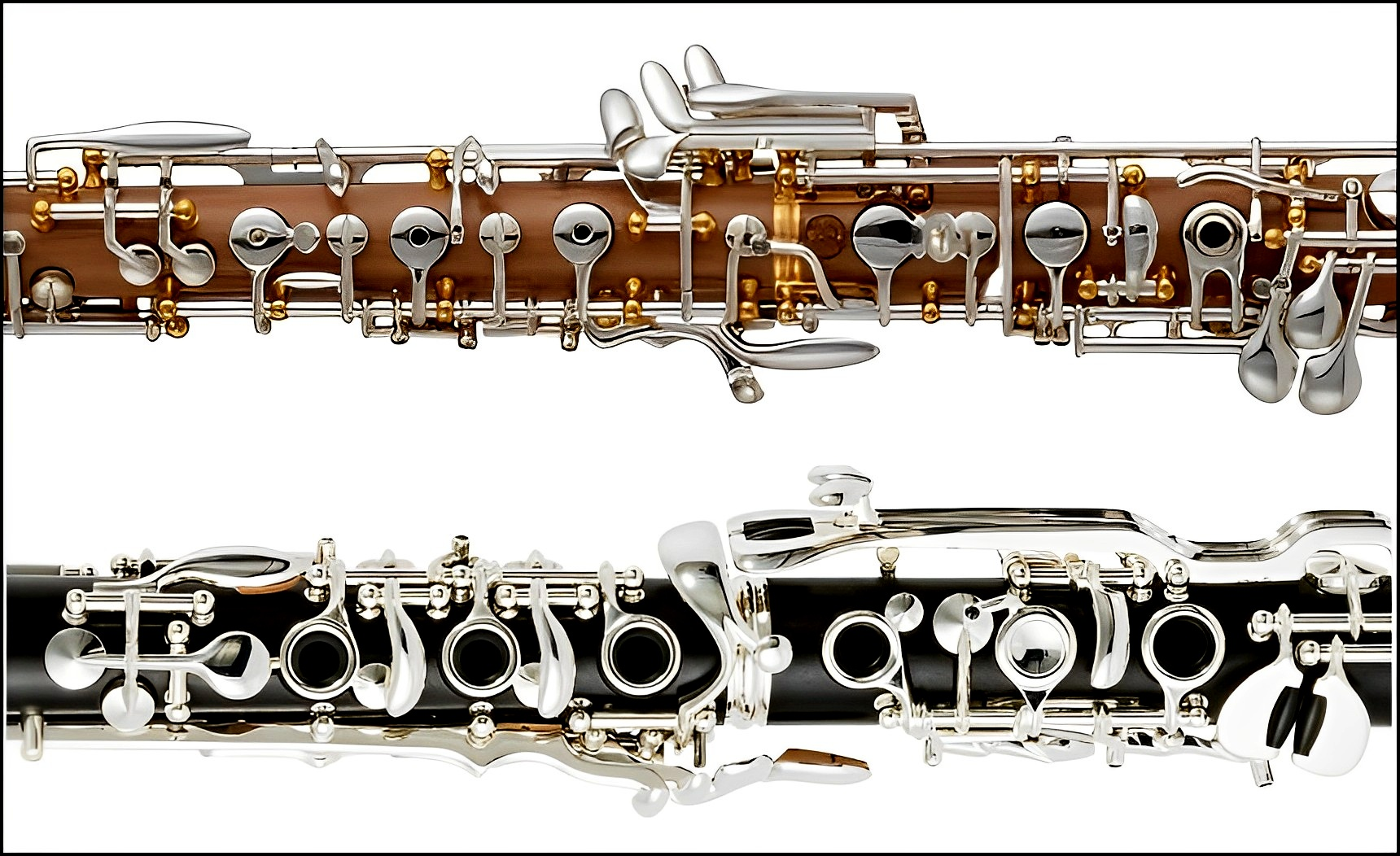
top: Varie tipologie di chiavi su un oboe
fondo: Chiavi ad anello su un clarinetto (sistema tedesco)

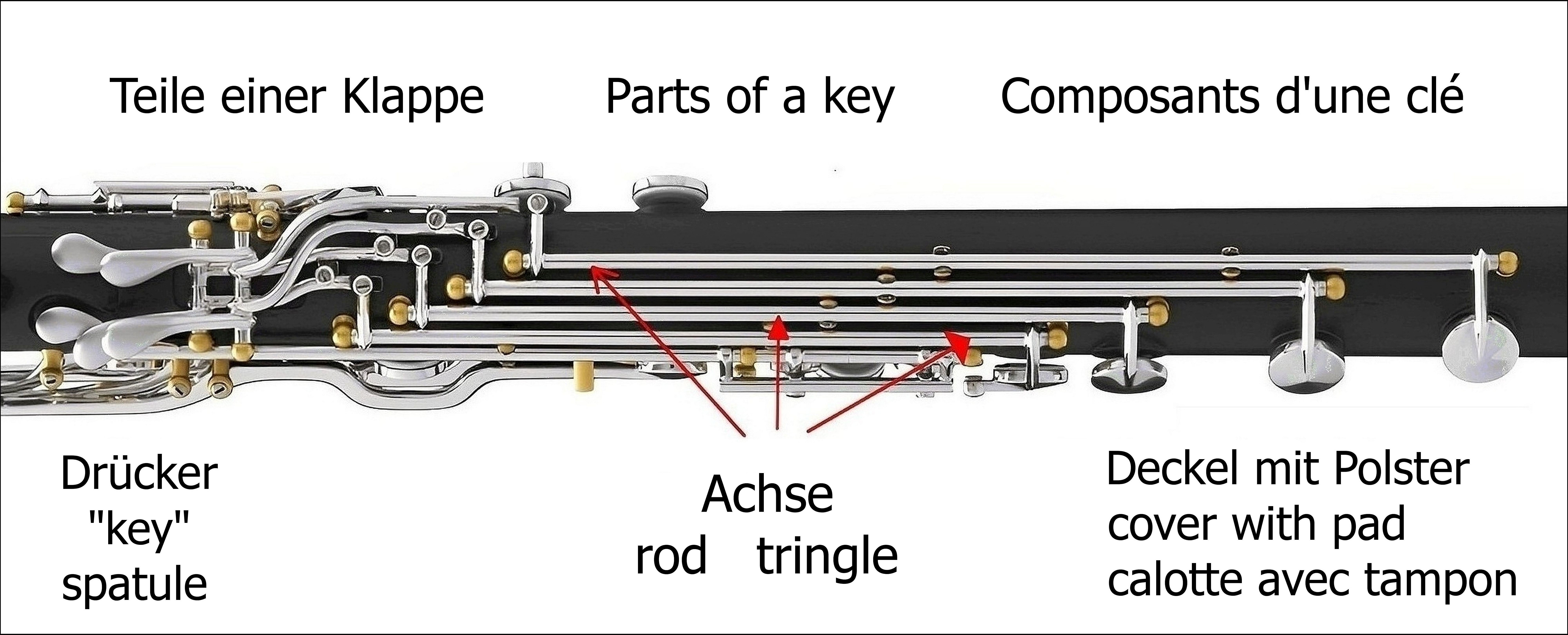
Chiavi a pollice, tiranti e spintore di un clarinetto di bassetto (sistema tedesco)

Le chiavi sono di tipo aperto o chiuso, a seconda che il foro sia rispettivamente aperto o chiuso in posizione di riposo, e sono formate da:
- un piattello (che viene premuto dal dito dell'esecutore) in metallo o ricoperto in madreperla, plastica o legno;
- una o più leve (di diverso tipo) oppure aste (ruotanti sul proprio asse) in metallo;
- una o più molle (a spirale, ad ago o piatte) che tengono la leva in una determinata posizione;
- una o più leve di collegamento con altre chiavi (spesso con viti di regolazione);
- un tampone morbido che chiude il foro sullo strumento;
- distanziatori e silenziatori in sughero e/o feltro;
- perni e/o viti per tenere la chiave in sede e permetterne il movimento.

La leva può essere assente nel caso in cui il musicista prema direttamente sulla verticale del foro (in questo caso il piattello non è indispensabile) oppure può essere lunga fino a 60 cm ed oltre. Quando i comandi di alcune chiavi sono raggruppati (Fig. 2, sulla destra: si tratta in genere di leve azionate dal mignolo) essi possono essere muniti di rulli, per agevolare il movimento di scivolamento del polpastrello da una chiave all'altra. L'immagine del flauto (Fig. 4) mostra una chiave senza leva (a destra) su cui il flautista appoggia direttamente l'anulare (non c'è piattello), una chiave "telecomandata" (quella a sinistra, comandato dall'asta sullo sfondo) ed un piattello con leva (al centro, piegato verso destra in modo da essere raggiungibile col mignolo) che va ad aprire un foro lontano.

Un esempio particolare di piattello è l'anello presente in alcuni strumenti (clarinetto, fagotto) che svolge la sua funzione di ricevere il movimento dal dito senza coprire il foro sottostante, mantenendo quindi la sensazione tattile del musicista sul foro (Fig. 5).

Nella foto del sax (Fig. 1) si osservano, partendo da sinistra, una chiave ("telecomandata" dall'asta sullo sfondo) ed una chiave senza leva, con il piattello in madreperla all'estrema destra. In basso, aste incernierate su colonnette a testa sferica.

In entrambi gli strumenti, la chiave "telecomandata" serve a chiudere un foro necessario acusticamente ma non raggiungibile dalle dita, mentre la chiave "attiva" chiude un foro più grande del polpastrello.
In alcuni casi particolari (come il tubax), le leve prevedono anche delle "stanghe", ovvero aste che non ruotano sul proprio asse ma si spostano longitudinalmente. Questo permette di trasmettere il movimento a grande distanza o trasversalmente allo strumento con precisione: in effetti, le lunghe aste tendono a deformarsi leggermente quando vengono fatte ruotare su sé stesse, mentre se vengono premute longitudinalmente sono virtualmente indeformabili.
Le chiavi sono fissate ad appositi sostegni che sporgono dal corpo dello strumento. Questi possono essere ricavati direttamente dallo strumento stesso (come succedeva ad es. nei clarinetti antichi, oppure essere colonnette metalliche avvitate o saldate sul fusto. Sui sassofoni le colonnette sono generalmente ricavate su piastre metalliche di grandi dimensioni (alcuni cm), che vengono saldate al fusto. Questa tecnica permette di applicare "grappoli" di colonnette vicine con una sola saldatura, oltre che di averle sempre all'esatta distanza reciproca, ma influenza la vibrazione del fusto stesso.

## Costruzione
Le chiavi sono nella quasi totalità in metallo. La lega può variare in funzione della lavorabilità e della robustezza della chiave finita: soprattutto per strumenti economici, i fabbricanti optano per leghe morbide, facili da lavorare ma che poi cedono e si piegano sotto la semplice pressione delle dita. Le singole parti della chiave, molto diverse per forma e dimensione, possono essere ottenute tramite forgiatura, stampaggio ad iniezione, pressofusione o fresatura. La saldatura ad argento permette di unire le parti ottenendo la chiave grezza (che va quindi lucidata e laccata). Durante il processo di saldatura i diversi elementi della singola chiave vengono tenuti nella giusta posizione reciproca da appositi sostegni.

Alla lavorazione artigianale a mano si sostituisce sempre più l'automazione che permette grandi produzioni con accettabili valori di tolleranza a costi contenuti. La mano del montatore e del collaudatore, la loro esperienza ed il tempo a loro disposizione (dettato dal ritmo della catena di montaggio) sono parametri fondamentali per il buon funzionamento della chiave esattamente quanto la buona progettazione, la lega utilizzata e la precisione nella sua realizzazione.

## Funzionamento
Quando l'esecutore preme il tasto, di posizione e dimensioni ergonomiche, vince la resistenza della molla ed attraverso le leve apre o chiude a distanza il foro: quest'ultimo può essere quindi realizzato nella posizione e con le dimensioni più adeguate acusticamente. La presenza delle chiavi sugli strumenti a fiato permette di moltiplicare il numero dei fori (un sassofono ne ha in media 24, un fagotto 27), ampliando l'estensione e le possibilità tecnico/esecutive ed acustiche degli strumenti. Il collegamento tra le chiavi permette di realizzare automatismi che semplificano l'esecuzione chiudendo o aprendo automaticamente determinati fori. Un buon esempio in proposito è l'automatismo dei fori portavoce nei sassofoni, dove un solo piattello comanda due fori: la scelta del foro più opportuno da aprire è determinata automaticamente dalla chiave del sol. In questo modo il musicista che vuole suonare nell'ottava alta preme l'unico piattello del portavoce e lo "dimentica", affidandosi all'automatismo. Nei primi modelli erano presenti due diversi piattelli tra cui destreggiarsi.

## Manutenzione
In generale le chiavi sono meccanismi piuttosto delicati, che per chiudere ermeticamente i fori e funzionare correttamente richiedono attenzione durante l'uso ed una periodica manutenzione.
Il malfunzionamento di una chiave può verificarsi per:
- deformazione: anche una piegatura inferiore al millimetro può rendere inservibile una chiave. Attenzione a cadute, urti, sforzi esercitati sulle chiavi in fase di montaggio e smontaggio dello strumento. Non usare troppa forza nel premere le chiavi suonando (è inutile) e non appoggiare mai lo strumento sulle chiavi nelle pause!
- allentamento di una vite (di fissaggio o di regolazione): indispensabile un piccolo cacciavite da orologiaio. Se una vite si muove spesso può essere sostituita o bloccata con un apposito liquido frenante (fermafiletti oleoso)
- scollaggio di uno spessore/silenziatore: spesso basta una goccia di colla per ripristinare lo spessore originale; attenzione soprattutto agli incollaggi approssimativi di certi strumenti economici. Se è andato perso, andrà ricostruito da un tecnico
- rottura di una molla: molti strumentisti hanno in custodia qualche elastico per le situazioni di emergenza. La sostituzione della molla rotta va sempre effettuata da un tecnico. Può essere buona norma tenerle leggermente lubrificate.
- usura della chiave: soprattutto in mancanza di lubrificazione, si possono formare "giochi" indesiderati che vanno sistemati da un tecnico capace. Anche qui, una lubrificazione periodica può fare molto.
- schiacciamento di uno spessore in feltro o sughero: questi elementi vanno controllati e sostituiti periodicamente. Una buona spia sono i "rumori" indesiderati o un difettoso collegamento tra due chiavi.
- usura dei tamponi, che può determinarsi o per rottura del materiale (in questo caso la chiave non è più ermetica e l'unico intervento possibile è la sostituzione del tampone) o per un accumulo di polvere e sporcizia che rendono la superficie del tampone appiccicosa e fa sì che la chiave tenda a restare incollata al bordo del caminetto. Questo è particolarmente fastidioso nelle chiavi normalmente chiuse, che vengono sollevate da una molla quando viene azionata la leva relativa (ad esempio le chiavi del Sol# e del Do# grave nei sassofoni) e che in presenza di questo difetto mancano di aprirsi come dovrebbero. In questo caso sono possibili limitati interventi di pulitura usando fogli di carta interposti tra il tampone e il bordo del caminetto (interventi che però sono piuttosto pericolosi su strumenti con tamponi delicati, quali il flauto): se però il problema non recede anche in questo caso la soluzione è la sostituzione dei tamponi.